# Abdellah Ben Youcef
Abdellah Ben Youcef (Blida, 10 april 1987) is een Algerijns wielrenner die anno 2024 rijdt bij de Algerijnse amateurploeg Mouloudia Club d'Alger.

## Overwinningen
2007
7e etappe Tour de la Pharmacie Centrale
2012
Challenge Ben Guerir
2013
Asmara Circuit
2016
2e etappe Ronde van Senegal
Eindklassement Ronde van Senegal
2024
8e etappe Ronde van Kameroen
Puntenklassement Ronde van Kameroen

## Ploegen
- 2008 –  Team Konica Minolta-Bizhub (vanaf 1-9)
- 2011 –  Groupement Sportif Pétrolier Algérie
- 2012 –  Groupement Sportif Pétrolier Algérie
- 2013 –  Groupement Sportif Pétrolier Algérie
- 2014 –  Groupement Sportif des Pétroliers Algérie
- 2015 –  Groupement Sportif des Pétroliers Algérie
- 2018 –  Groupement Sportif des Pétroliers Algérie
- 2020 –  Groupement Sportif des Pétroliers Algérie

Ben Youcef · Bennabi · Faid · Lagab · Madani · Reguigui · Salah · Tamarente · Tchambaz
Ben Youcef · Bennabi · Charif · Hannachi · Kessi · Lagab · Lallouchi · Madani · Reguigui · Tamarente · Tchambaz
A.Belmokhtar · B.Belmokhtar · Ben Youcef · Bourezza · M.Hamza · Hannachi · Kessi · Lagab · Lallouchi · Madani · Tamarente · Abden.Yahmi
A.Belmokhtar · B.Belmokhtar · Ben Youcef · Bennabi · Bourezza · Droueche · Hamza · Hannachi · Karrar · Lagab · Lallouchi · Madani · Saada · Abdel.Yahmi · Abden.Yahmi
Belmokhtar · Ben Youcef · Fellah · Hadjbouzit · Hamza · Koriche · Lagab · Lallouchi · Lounis · Sassane